# Malaville
Malaville is een plaats en voormalige gemeente in het Franse departement Charente in de regio Nouvelle-Aquitaine en telt 394 inwoners (1999). De plaats maakt deel uit van het arrondissement Cognac.

## Geschiedenis
Malaville is op 1 januari 2017 gefuseerd met de gemeenten Éraville, Nonaville, Touzac en Viville tot de gemeente Bellevigne.

## Geografie
De oppervlakte van Malaville bedraagt 12,7 km², de bevolkingsdichtheid is 31,0 inwoners per km².
De onderstaande kaart toont de ligging van Malaville met de belangrijkste infrastructuur en aangrenzende gemeenten.

## Demografie
Onderstaande figuur toont het verloop van het inwonertal.